# Martierra
Martierra es una zarzuela, en tres actos, el segundo dividido en tres cuadros. Con libreto del novelista Alfonso Hernández Catá, y música del prolífico autor Jacinto Guerrero. Se estrenó en el Teatro de la Zarzuela de Madrid, el 28 de septiembre de 1928.

## Comentario
Es uno de los ejemplos del melodrama rural, que tanto se había explotado con éxito dejando joyas como La del soto del parral o La rosa del azafrán. Alfonso Hernández Cata, famoso por sus novelas, intenta desarrollar esta vertiente desde un punto de vista realista, sin que por ello falte las notas misteriosas y líricas, creando una historia sencilla pero interesante.
En el apartado musical, se la considera como una de las partituras más interesantes de Jacinto Guerrero, en donde se puede observar un trabajo más profundo en las melodías y en su orquestación, creando páginas tan interesantes como La canción del Vino, La canción de la Vela, o La canción de Caracol.

## Argumento
La acción se sitúa en el imaginario pueblo de Martierra, enclavado entre el monte y el mar, en un tiempo indefinido.

### Acto primero
En la plaza del pueblo, enclavado cerca del mar y las montañas, se alza la iglesia rodeada de algunas casas. En ella el Tío Tormentas, un viejo lobo de mar, y el Tío Encinas, un viejo labriego, discuten sobre la rivalidad de marineros y campesinos que desde hace muchos años empañan con sangre cualquier celebración del pueblo. Caracol, una tímida muchacha, ingenua y soñadora, escucha su caracola ajena a estos problemas. Entra en la plaza Emilia, una arrogante mujer, la cual se disputan todos los marineros y campesinos, alentando ella tales rivalidades; la Tía Lágrimas, trata de hacerle desistir pero a Emilia le interesa que continúen, para así alimentar su vanidad. Se desata una tormenta y todos los aldeanos corren ante las voces de que un barco se ha estrellado contra las rocas y hay un bulto flotando a merced de las furiosas olas. Una cuadrilla de marineros, guiados por Américo y Gavia, logran salvar el bulto, que es una hermosa mujer. Los campesinos, liderados por José y Terruño, se disputan el cuidado de dicha mujer contra los marineros, el Párroco interviene impidiendo la violencia y poniendo solución, el entrar a la mujer en la iglesia y cuidarla allí. Los Aldeanos se retiran respetuosos y Caracol entra en la iglesia avisando que ha abierto los ojos.

### Acto segundo

#### Cuadro primero
Han pasado varios meses, y se acerca la primavera. En una estancia de una casa de labranza, las mozas prepran las guirnaldas para la fiesta entre alegres cantos y risas. Todos comentan el milagro de Santa, la mujer salvada del mar, la cual ha traído la paz al pueblo, haciendo que marineros y campesinos se respeten y nunca llegue la sangre al río. Emilia, celosa de Santa, trata de arruinar dicha paz, haciendo preguntas impertinentes y sobre todo, burlándose de la protección que da a Caracol, la cual se ha ido transformando poco a poco en una mujer ante los consejos y cuidados de Santa. Los campesinos y marineros detestan a Emilia por sus celos por Santa, cosa que a ella le preocupa. Santa intenta calmar los ánimos contando un cuento, cuando entra Caracol asustada, cuenta que Emilia la asaltado para arrebatarle una carta que traía para Santa. La gente estalla en cólera, pero Santa les pide calma y los manda a marcharse pacíficamente. José trata de declararle su amor a Santa, pero ella solo puede coresponderle con una profunda amistad. Entran los campesinos llevando a Emilia, la cual entrega la carta y pide perdón por su actitud, obligada por los campesinos. Santa, la perdona y todos celebran el momento, sin percatarse que Emilia se marcha celosa ante la alegría.

#### Cuadro segundo
En un pequeño bosque se citan el Tío Tormentas y el Tío Encinas, para celebrar un duelo a muerte, cosa que en realidad es un pequeño montaje para reconciliar a Campesinos y Marineros. Llega Santa y los demás para impedirlo y al final acaban todos celebrando la paz y la alegría de haber dejado de lado todas las rencillas.

#### Cuadro tercero
En la casa de Américo, Santa ayuda junto con las aldeanas a terminar de arreglar las velas y las redes de los barcos. Entra José trayendo noticias sobre Emilia, la cual ha sido castigada cortándole el pelo, y repudiada por todos los hombres por la conducta contra Santa. Santa se siente entristecida ante esta actitud, puesto que para ella es más importante la paz y el perdón para todos. Llega el Párroco anunciando la llegada de un extraño anciano que la busca, y al igual que ella, tiene el mismo acento extraño que ella tenía al llegar a Martierra.

### Acto tercero
La plaza luce engalanada para la fiesta, todo está listo para celebrarse pero el desasosiego está en el alma de todos, puesto que Santa ha anunciado su marcha. Nadie cree que pueda ella hacer eso, pero todos esperan a que el reloj de las campanadas para cerciorarse si vendrá o no. Américo se siente apenado por la decisión, Caracol lo anima a prepararse para la fiesta, luego sella se encuentra con José, al que ha conquistado gracias a la ayuda de Santa, que la ha convertido en una bella señorita. Llegan los aldeanos y se preparan todos para cantar y bailar, cuando callan esperando al toque del reloj. Al sonar las campanas todos estallan en alegría pero entra Caracol trayendo una carta, es de Santa. La leen y en ella ven que da gracias por sus cuidados y cariño, que pese a que no puede quedarse, su alma quedará en el pueblo ya que ella ha logrado sacar de todos algo bueno, y deja dinero para reconstruir la torre de la iglesia, fundar una escuela, pagar subsidios a los pescadores y labriegos viejos, e incluso para comprarle a Américo una buena barca. Pero Américo ha desaparecido, todos lo ven marchándose con la barca en busca de Santa. La gente se arremolina en la plaza y dirige una plegaria al cielo bendiciendo a Santa y esperando el pronto regreso de Américo.

## Números musicales
- Acto primero[2]
  - Preludio
  - Prólogo: "Mar unas veces blando y otras furioso.../Tierra de frutos y flores"
  - Dúo de la guitarra y el acordeón: "Tu voz me recuerda los puertos lejanos../Tu voz me recuerda los surcos derechos.."
  - Dúo de Emilia y La tía Lágrimas - Los consejos: "Quien desoye consejos no llega a viejo"
  - Canción de Caracol: "No tengo en el mundo más que un caracol"
  - Tempestad y Plegaria: "Señor, que en el firmamento"
  - Fin del Acto primero

- Acto segundo
  - Cuadro primero
    - Introducción y escena: "Cada eslabón de un color"
    - Coro del Tomillo y Hierbabuena: "Tomillo, Hierbabuena"
    - Relato de Santa y Escena: "Quedamos cuando la princesa"
    - Dúo de Santa y José: "¡Si quien te ultraja, fuera hombre!"
    - Gañanadas y fin del cuadro primero: "Estamos encerrando"

  - Cuadro segundo
    - Jota pueblerina y fin del cuadro segundo: "A cantar y bailar"

  - Cuadro tercero
    - Escena: "Al estira y encoge"
    - Canción de la Vela: "Al henchirte pareces"
    - Cuarteto de Santa, Américo, José y Caracol: "Déjate siempre guiar"
    - Final del acto segundo: "¿Por qué calláis así?".

- Acto tercero
  - Preludio
  - Canción del vino: "Vino, serás generoso"
  - Dúo de Caracol y José: "Playerita estoy contento"
  - Escena y Coplas de los marineros y labriegos: "Era la misma luz de ahora"
  - Baile, Escena, y Fin de la obra: "Tierra de frutos y flores"

## Personajes principales
- Santa, mujer recogida de las olas y portadora de la paz. (soprano)

- Emilia, labradora envidiosa de Santa. (mezzosoprano)

- Caracol, muchacha inocente y soñadora. (tiple)

- Tía lágrimas, mujer tierna y protectora de Emilia. (contralto)

- Américo, marinero joven, enamorado de Santa. (barítono)

- José, labrador joven y futura pareja de Caracol. (tenor)

- Tío Tormentas, viejo lobo de mar y enemigo de los labriegos (tenor cómico)

- Tío Encina, viejo labriego y enemigo de los marineros (barítono cómico)

- Párroco, cura de la iglesia y velador del orden entre marineros y labriegos (bajo)